# Zaraza w Poznaniu (1542)
Zaraza w Poznaniu – epidemia nieznanej choroby (tzw. morowe powietrze), która miała miejsce w Poznaniu w 1542. 
Epidemia trwała od połowy czerwca do końca listopada. Znaczny wzrost zakażeń nastąpił w lipcu po Jarmarkach Świętojańskich odbywających się w okolicach 24 czerwca, kiedy liczni kupcy i interesanci zjechali się do Poznania. Spowodowała masowe uchodzenie bogatszych warstw mieszczaństwa z Poznania do Gdańska, Torunia i Wrocławia, celem przetrwania tam najcięższego ataku choroby. Mniej zamożni uciekali do innych miast na terenie Wielkopolski. W murach miejskich pozostało praktycznie tylko niewielu najuboższych mieszkańców. W trakcie trwania zarazy zmarło około 4500 mieszkańców Poznania (⅓ stanu osobowego miasta) i 500 obywateli Chwaliszewa. Była jedną z najbardziej śmiertelnych zaraz w Polsce w latach 40. XVI wieku. Epidemia zakończyła się przed 30 listopada.
W czasie zarazy miasto opuścił między innymi burmistrz Walenty ze Starogardu oraz pisarz miejski Błażej Winkler. W mieście w ich zastępstwie pozostali odpowiednio Leonard Kracker oraz Jan Krakowski, obaj przeżyli epidemię.